# 帕梅拉·威尔
帕梅拉·威尔（英語：Pamela Ware，1993年2月12日—），加拿大女子跳水運動員。

## 簡歷
2010年，帕梅拉·威尔初次出戰國際泳聯跳水大獎賽，其後又代表加拿大參加青年奧林匹克運動會和英聯邦運動會。翌年，威尔再戰國際泳聯跳水大獎賽，與她的胞姊卡罗尔-安·威尔合作先後在各分站贏得了五枚雙人跳水獎牌；其中，她們在美國勞德代爾堡站的雙人10米跳台賽事中拿得了首個冠軍。同年，她亦分別在加拿大青年錦標賽和泛美青少年錦標賽贏得1金2銀和兩面金牌。
2013年7月，帕梅拉·威尔參加西班牙巴塞隆那舉行的世界游泳錦標賽跳水比賽，最終贏得女子3米彈板銅牌和雙人3米彈板（與珍妮弗·阿贝尔合作）銅牌。同年，她當選「加拿大年度最佳女子水上運動員」（Aquatics Canada's Female Athlete of the Year）。

## 主要比賽成績
只列出曾進入三甲的國際賽事成績：
| 年份   | 賽事                           | 項目        | 拍檔           | 成績   | 成績 |
| ------ | ------------------------------ | ----------- | -------------- | ------ | ---- |
| 2009年 | 跳水大獎賽馬德里站             | 女雙3米彈板 | 卡罗尔-安·威尔 |        | 亞軍 |
| 2011年 | 跳水大獎賽奔薩站               | 女雙3米彈板 | 卡罗尔-安·威尔 |        | 亞軍 |
| 2011年 | 跳水大獎賽勞德代爾堡站         | 女雙3米彈板 | 卡罗尔-安·威尔 |        | 冠軍 |
| 2012年 | 跳水大獎賽蒙特利爾站           | 3米彈板     | －             | 333.75 | 亞軍 |
| 2012年 | 跳水大獎賽蒙特利爾站           | 女雙3米彈板 | 卡罗尔-安·威尔 | 326.28 | 亞軍 |
| 2012年 | 跳水大獎賽博爾扎諾站           | 女雙3米彈板 | 卡罗尔-安·威尔 | 304.38 | 亞軍 |
| 2013年 | 跳水大獎賽羅斯托克站           | 女雙3米彈板 | 卡罗尔-安·威尔 |        | 季軍 |
| 2013年 | 世界跳水系列賽杜拜站           | 女雙3米彈板 | 珍妮弗·阿贝尔  | 296.10 | 季軍 |
| 2013年 | 世界跳水系列賽瓜達拉哈拉站(#1) | 女雙3米彈板 | 珍妮弗·阿贝尔  | 313.86 | 亞軍 |
| 2014年 | 世界跳水系列賽北京站           | 女雙3米彈板 | 珍妮弗·阿贝尔  | 305.16 | 亞軍 |
| 2014年 | 世界跳水系列賽倫敦站           | 3米彈板     | －             | 305.16 | 季軍 |
| 2014年 | 世界跳水系列賽溫莎站           | 女雙3米彈板 | 珍妮弗·阿贝尔  | 326.25 | 亞軍 |
| 2014年 | 世界跳水系列賽蒙特雷站         | 女雙3米彈板 | 珍妮弗·阿贝尔  | 309.48 | 季軍 |
| 2015年 | 跳水大獎賽羅斯托克站           | 女雙3米彈板 | 珍妮弗·阿贝尔  | 284.34 | 季軍 |
| 2015年 | 世界跳水系列賽北京站           | 3米彈板     | －             | 335.25 | 季軍 |
| 2015年 | 世界跳水系列賽杜拜站           | 女雙3米彈板 | 珍妮弗·阿贝尔  | 315.51 | 亞軍 |
| 2015年 | 跳水大獎賽加蒂諾站             | 女雙3米彈板 | 珍妮弗·阿贝尔  | 320.28 | 亞軍 |
| 2015年 | 世界跳水系列賽喀山站           | 女雙3米彈板 | 珍妮弗·阿贝尔  | 309.36 | 亞軍 |
| 2015年 | 世界跳水系列賽倫敦站           | 3米彈板     | －             | 330.65 | 季軍 |
| 2015年 | 世界跳水系列賽倫敦站           | 女雙3米彈板 | 珍妮弗·阿贝尔  | 295.68 | 季軍 |
| 2015年 | 世界跳水系列賽溫莎站           | 女雙3米彈板 | 珍妮弗·阿贝尔  | 288.81 | 季軍 |